# 伊東秀一
伊東 秀一（いとう しゅういち、1965年12月11日 - ）は、テレビ信州のアナウンサー兼解説委員。信州大学全学教育機構講師（寄付講座担当）。

## 来歴・人物
長野県長野市出身。長野県屋代高等学校卒業。駒澤大学法学部法律学科を卒業後、1988年に岩手放送（現・IBC岩手放送）へ入社。テレビ・ラジオで活躍してきたが、1999年10月に地元のテレビ信州へ移籍した。29歳の時、ライフセーバー（日本ライフセービング協会公認）の資格を取得している。2013年3月には在職のまま、京都造形芸術大学大学院芸術環境研究領域修士課程修了（芸術修士）。2008年から信州大学全学教育機構講師。2012年から2013年まで同大学人文学部非常勤講師をつとめる。専門はメディアリテラシー論とメディア言語表現。同社報道部長（2013年12月～2016年3月）を経て、2016年4月より同局初の解説委員に。日本マス・コミュニケーション学会会員。

## 現在の担当番組・業務
- ゆうがたGet!
- TSBニュース
- news every.  - 解説委員
- 解説委員兼務
- ディレクター兼務

## IBC時代の担当番組

### テレビ
- IBCニュースエコー

### ラジオ
- ワイドステーション
- 爆発ワイドラジオ新鮮組（水曜担当）